# دهستان آق‌التین
آق‌التین، دهستانی است از توابع بخش مرکزی شهرستان آق‌قلا در استان گلستان ایران است.

## جمعیت
براساس سرشماری سال ۱۳۸۵ جمعیت آن ۱۹٬۰۳۰ نفر (۳٬۹۲۵ خانوار) بوده‌است.